# パット・トーマス
パット・トーマス（Pat Thomas、1960年7月27日 - ）は、イングランド・ロンドン出身のジャズ・ピアニストである。
彼は、2014年に「アーティストのためのポール・ハムリン財団賞」を受賞した。彼のレコーディングのいくつかが2019年にリリースされた。「反逆的なポスト・バップのピアノ・トリオが聴けるアルバム『BleySchool』から、フリー・インプロヴィゼーションの集団的トリオによるアルバム『Shifa』、管楽器奏者のジョン・ブッチャーとドラマーのStåle Liavik Solbergとの探索的なトリオによるアルバム『Fictional Souvenirs』、ロンドンのカフェ・オトからデジタルで入手できるデューク・エリントン・ミュージックの見事なライブ・ソロ・ピアノ・セット」といったものである。トーマスは、アントニン・ガーバル、ジョエル・グリップ、シーモア・ライトとのカルテットで、アーマッド・アブドゥル・マリクの音楽に触発されたバンド、アーマッド（Ahmed）の一員を務めている。彼らのアルバム『New Jazz Imagination』は2017年にUmlautからリリースされ、続いてアルバム『Super Majnoon (East Meets West)』がリリースされた。